# Liste des députés européens de Suède de la 5e législature
 (décembre 2024).
Si vous disposez d'ouvrages ou d'articles de référence ou si vous connaissez des sites web de qualité traitant du thème abordé ici, merci de compléter l'article en donnant les références utiles à sa vérifiabilité et en les liant à la section « Notes et références ».
Cet article présente la liste des députés européens pour la mandature 1999-2004 élus lors des élections européennes de 1999 en Suède.
| Nom                    | Liste                                           | Groupe parlementaire européen |
| ---------------------- | ----------------------------------------------- | ----------------------------- |
| Jan Andersson          | Parti social-démocrate suédois des travailleurs | PSE                           |
| Per-Arne Arvidsson     | Parti du rassemblement modéré                   | PPE-DE                        |
| Gunilla Carlsson       | Parti du rassemblement modéré                   | PPE-DE                        |
| Charlotte Cederschiöld | Parti du rassemblement modéré                   | PPE-DE                        |
| Marianne Eriksson      | Parti de gauche                                 | GUE/NLG                       |
| Göran Färm             | Parti social-démocrate suédois des travailleurs | PSE                           |
| Per Gahrton            | Parti de l'environnement Les Verts              | Verts/ALE                     |
| Ewa Hedkvist Petersen  | Parti social-démocrate suédois des travailleurs | PSE                           |
| Anneli Hulthén         | Parti social-démocrate suédois des travailleurs | PSE                           |
| Staffan Linder         | Parti du rassemblement modéré                   | PPE-DE                        |
| Cecilia Malmström      | Parti du peuple - Les Libéraux                  | ELDR                          |
| Karl Erik Olsson       | Parti du centre                                 | ELDR                          |
| Marit Paulsen          | Parti du peuple - Les Libéraux                  | ELDR                          |
| Lennart Sacrédeus      | Chrétiens-démocrates                            | PPE-DE                        |
| Herman Schmid          | Parti de gauche                                 | GUE/NLG                       |
| Olle Schmidt           | Parti du peuple - Les Libéraux                  | ELDR                          |
| Pierre Schori          | Parti social-démocrate suédois des travailleurs | PSE                           |
| Inger Schörling        | Parti de l'environnement Les Verts              | Verts/ALE                     |
| Jonas Sjöstedt         | Parti de gauche                                 | GUE/NLG                       |
| Per Stenmarck          | Parti du rassemblement modéré                   | PPE-DE                        |
| Maj Britt Theorin      | Parti social-démocrate suédois des travailleurs | PSE                           |
| Anders Wijkman         | Chrétiens-démocrates                            | PPE-DE                        |